# Beverly Grant
Beverly Grant, jamajška atletinja, * 25. september 1970, Jamajka.
Ni nastopila na poletnih olimpijskih igrah. Na svetovnih prvenstvih je osvojila srebrno medaljo v štafeti 4x400 m leta 1997, na svetovnih dvoranskih prvenstvih pa naslov prvakinje v štafeti 4x100 m leta 1993.